# Whee
Whee (estilizado en mayúsculas) es el segundo EP de la cantante surcoreana Wheein. Fue lanzado el 16 de enero de 2022 por THE L1VE y distribuido por Warner Music Group. El miniálbum contiene seis pistas, incluyendo la canción principal titulada «Make Me Happy» (오묘해).

## Antecedentes y lanzamiento
Tras anunciarse el 30 de agosto de 2021 la incorporación de Wheein, miembro vigente de Mamamoo, al sello discográfico surcoreano THE L1VE para impulsar su carrera como solista, comenzó a trabajar en lo que sería su segundo trabajo musical tras Reed, publicado en abril de 2021 bajo el sello de su agrupación, RBW.
El 24 de diciembre de 2021, se anunció oficialmente que Wheein lanzaría el segundo miniálbum bajo el nombre de Whee el 16 de enero de 2022. El 25 de diciembre se dio a conocer el calendario de sus actividades, mientras que el 29 de diciembre se publicó la lista de canciones del nuevo EP.
El 1 de enero de 2022, se lanzó un vídeo tráiler y del 3 al 6 de enero, se lanzó una foto conceptual y un cortometraje sobre su historia el 7 de enero.
Los días 13 y 14 de enero se publicaron dos avances del vídeo musical del sencillo principal MV para la canción principal titulada «Make Me Happy» (오묘해), lanzada el 16 de enero, junto con el álbum.

## Lista de canciones
| CD    |                            |                                                                                     |                                                                            |                                        |          |  |
| N.º   | Título                     | Letras                                                                              | Música                                                                     | Arreglos                               | Duración |  |
| 1.    | «오묘해 (Make Me Happy)»   | RAVI                                                                                | RAVI, Xydo, PUFF, Sam Klempner, Asia Whiteacre, Jon Eyden                  | PUFF, Sam Klempner                     | 3:17     |  |
| 2.    | «Pink Cloud»               | 장다인 (ARTiffect)                                                                  | Yuth, Lucie Larsson, Michael Boren, Tom Buhre                              | Yuth, Michael Boren, Tom Buhre         | 3:02     |  |
| 3.    | «Letter Filled With Light» | 정휘인                                                                              | RAVI, Nicklas Eklund, Molly Rosensrorm Nasman                              | Nicklas Eklund                         | 3:08     |  |
| 4.    | «Deserve (Interlude)»      | RAVI                                                                                | RAVI, PUFF                                                                 | PUFF                                   | 0:32     |  |
| 5.    | «파스텔 (Pastel)»          | RAVI, vacation (MUMW), 문다은 (MUMW), Grace, Andrew Jackson, Cleo Tighe, Chris Loco | RAVI, Andrew Jackson, Cleo Tighe, Chris Loco                               | Chris Loco                             | 2:23     |  |
| 6.    | «Paraglide»                | vacation (MUMW)                                                                     | MarkAlong (THE HUB), Ayushy (THE HUB), Noerio (THE HUB), Brian U (THE HUB) | MarkAlong (THE HUB), Brian U (THE HUB) | 3:38     |  |
| 16:00 |                            |                                                                                     |                                                                            |                                        |          |  |

## Historial de lanzamiento
| País          | Fecha               | Formato                         | Sello discográfico           |
| ------------- | ------------------- | ------------------------------- | ---------------------------- |
| Corea del Sur | 16 de enero de 2022 | CD, Descarga digital, streaming | THE L1VE, Warner Music Group |